# Нікеніке Вуробараву
Нікеніке Вуробараву (3 грудня 1951 , Нові Гебриди ) — вануатуський дипломат і політик, який обіймає посаду президента Вануату з 23 липня 2022 року. 
Раніше він працював на численних дипломатичних і урядових посадах, у тому числі як перший постійний Верховний комісар на Фіджі, він був обраний президентом під час восьмого туру президентських виборів у Вануату 2022 року в липні 2022 року 

Він є членом політичної партії Вануаку (VP). 

## Біографія
Вуробараву одружений з Рімо Вуробараву.
Він здобув ступінь бакалавра мистецтв в Південнотихоокеанському університеті (USP) на Фіджі в 1977 році. Вуробараву також здобув ступінь магістра мистецтв з дипломатичних досліджень у Вестмінстерському університеті у Сполученому Королівстві в 1993 році. Під час навчання у Вестмінстерському університеті він спеціалізувався на співпраці в галузі розвитку, аналізі зовнішньої політики та управлінні дипломатичними представництвами.
Вуробараву працював координатором Програми комплексних реформ Вануату для Азійського банку розвитку, також політичним радником в офісі прем'єр-міністра у 2008 — 2010 роках.
У лютому 2014 року Вуробараву був призначений Верховним комісаром Вануату на Фіджі, ставши першим в історії Верховним комісаром країни, який проживав у Суві.

 Проте у 2015 році тодішній уряд його відкликав до Вануату
 12 жовтня 2017 року президент Вануату Талліс Мозес Обед призначив Вуробараву на другий термін. Верховний комісар на Фіджі. 14 листопада 2017 року Вуробараву вручив вірчі грамоти президенту Фіджі Джіоджі Конроте.

## Президентство (2022–дотепер)
У восьмому турі голосування на президентських виборах у Вануату 2022 року парламент обрав Вуробараву, 12-го президента країни, набравши 47 із 58 голосів виборців. 
У попередніх семи турах жоден кандидат не набрав більшості голосів; однак Вуробараву вів переговори з дев'ятьма членами коаліційної партії колишнього прем'єр-міністра Шарлота Салвая, які погодилися підтримати його, що дозволило Вуробараву виграти президентські вибори. 
18 серпня 2022 року Вуробараву розпустив парламент у середині терміну парламенту на прохання прем’єр-міністра Боба Лафмана, який порадив розпустити парламент, щоб уникнути вотуму недовіри. 
Ця ініціатива викликала критику з боку опозиції, і лідер опозиції Ральф Регенвану оголосив, що протиборчі сторони оскаржуватимуть розпуск у суді. 
 
Якщо рішення буде підтримано, дострокові вибори будуть проведені протягом 60 днів. 